# Solenopsis targuia
Solenopsis targuia es una especie de hormiga del género Solenopsis, subfamilia Myrmicinae.

## Distribución
Esta especie se encuentra en Argelia.